# 櫻花星王
櫻花星王（日语：サクラスターオー），是日本純種競賽馬匹。生涯活躍於經典戰線，曾勝出1987年之皋月賞及菊花賞。

## 出賽前
1984年5月2日出生於北海道靜內町（今新日高町）藤原牧場，原先於母胎內實爲雙胞胎，然而對於育馬界雙胞胎可能造成胎兒營養不良，因而於牧場相關人士商討下決定將其中一個胎兒進行流產。出生後其所有權隨即歸母系之馬主Sakura Commerce Co. Ltd.旗下。
其後交由美浦訓練中心練馬師平井雄二訓練。

## 競賽生涯

### 3歲（現2歲）
1986年10月5日出戰東京競馬場3歲新馬戰，由馬主Sakura Commerce Co. Ltd.合作多時的御用騎師小島太策騎。雖然獲得第一人氣，但最終以1 1/4馬位差距落敗。
10月18日出戰另一場3歲新馬戰，成功於直路爆發全場最佳末腳取得首勝。
然而此兩戰對其造成的負擔過重，因而被發現四肢有受傷的症狀，導致其不得不進入長達4個月的休養。

### 4歲（現3歲）
1987年2月21日於條件戰寒椿賞復出，比賽初段保持自身於後方位置，但於直路未能進一步加速，最終以第五落敗。
3月8日出戰彌生賞，以獲得皋月賞優先出賽權爲目標，由於主戰騎師小島與馬主Sakura Commerce Co. Ltd.的關係於此時惡化，本次比賽改爲東信二策騎。比賽開始後，前方的Byuko率先帶出，Meiner David跟隨其後，而櫻花星王則和Hokuto Helios一同於中團位置追走。通過第三彎道後，其開始逐步抽取外檔望空，進入直路後開始由大外檔位置加速。最終於其爆發驚人的末腳之下，成功超越處於前方的Byuko及Meiner David，以頸位壓過對手取得首個分級賽冠軍。
4月19日出戰皋月賞，比賽初段由Tochino Ruler及Byuko進行領放，櫻花星王則於外檔位置墮後追走。比賽進行至到第三彎道時，其把握時機由中團位置開始長距離加速，加上跑出優秀的末腳成功於最後200米衝出佔先，隨後並未停下腳步保持優秀，最終拉開後方的黃金城2 1/2馬位取得首個一級賽冠軍。
其後陣營以東京優駿（日本打吡）爲目標，但於5月15日被發現前腳患有韌帶炎需要休養而避戰。6月3日被移送至福島縣磐城市競走馬綜合研究所常盤分所（今競走馬康復中心）進行治療及逐步康復訓練。
9月15日因爲恢復進度不錯而返回美浦訓練中心馬房進行訓練，並以11月的菊花賞爲目標，並於11月1日前方關西的栗東訓練中心接受賽前的最後調整。
11月8日按照計劃出戰菊花賞，因其仍然有傷患的疑慮僅獲第九人氣。比賽開始後，其處於中團位置追走，保持穩定的節奏逐步推進。通過第三彎道後，其趁衆多馬匹抽出外檔導致內欄空間擴大的機會，於內欄位置加速爬升，以先頭位置通過第四彎道。進入直路後，其於最後300米由失速的Merry Nice旁邊衝出，繼續加速抵擋後方追擊的黃金城，最終保持優勢下以1/2馬位優勢奪得一級賽二連勝。而本場比賽櫻花星王衝線時由現場旁述員杉本清所說出的一句：「菊花季節櫻花盛開！菊花季節的櫻花！！櫻花星王！」（「菊の季節に桜が満開！菊の季節にサクラ！！サクラスターオーです！」）亦因過於經典而於往後被多次引用[a]。
12月27日以馬迷投票第一名身份出戰有馬紀念，爲計1976年Tosho Boy以來再一匹獲得最高票數的4歲馬。比賽開始後，於中團位置開始，通過第三彎道後，其嘗試加速追趕前方的馬群，然而此時其突然失速並退後至隊伍最後方，最終被判定比賽中止。
賽後據騎師東信二所說，拉停櫻花星王的原因在於目睹其腳部陷入賽道上之洞穴，並聽到其腳部發出疑似碎裂的聲音，因而出於安全考慮決定拉停。而據賽後醫療團隊的檢查，櫻花星王被證實其左前腳球節部分呈現90度的彎曲，同時亦出現韌帶斷裂及第一趾折脫臼等迸發症，隨即被宣佈預後不良。
然而於練馬師平井雄二的堅持下，陣營並未直接決定對其進行安樂死，而是希望可以進行治療延長其性命，並於1988年1月1日組成了一支特殊醫療團隊，通過於脫臼部位安裝夾板固定、於馬蹄釘上特殊的L型蹄鐵及於腳步打上特製石膏使其緩解症狀。
4月8日，醫療團隊決定爲其實施大規模手術進行治療，當中涉及28名工作人員及3名主刀醫生。經過3小時的手術，醫療團隊成功將一塊鋼板釘入受傷的部位進行固定。
但手術進行不久後因櫻花星王於馬房內的活動導致鋼板彈出，因而醫療團隊於4月23日再度爲其實施長達5小時的手術。
4月25日，其情況再度惡化，甚至嚴重到無法靠自身的力量躺臥或站立。
雖然5月5日情況有所好轉，但於5月8日於馬房內跌倒，造成固定支架的鋼釘脫落，櫻花星王自身之皮膚亦開始剝落，甚至有露出內部肌肉的跡象
5月12日其再度發生高燒症狀，下午6時因右前腳第一及第二趾節脫臼，於兩隻前腳均有傷患的情況下無法自行站立。
下午9時56分，醫療團隊決定爲其實施安樂死，最終於下午10時2分死亡，享年5歲（現4歲）。
5月17日其遺體於冷凍後被送至出生地北海道靜內町（今新日高町）藤原牧場埋葬，並於5月18日在美浦訓練中心之馬頭觀音下進行葬禮。
由於其於1987年展現出極優秀的表現，於評選中當選日本馬王及最佳4歲雄馬。

### 詳細賽績
| 日期       | 舉辦國家 | 馬場 | 距離   | 級別 | 賽事名稱 | 負重 | 騎師   | 馬號 | 出馬 | 名次     | 時間     | 頭馬（二馬）  |
| ---------- | -------- | ---- | ------ | ---- | -------- | ---- | ------ | ---- | ---- | -------- | -------- | ------------- |
| 5/10/1986  | 日本     | 東京 | 草1600 |      | 3歲新馬  | 53   | 小島太 | 5    | 11   | 2        | 1:38.3   | Will Dragon   |
| 18/10/1986 | 日本     | 東京 | 草1600 |      | 3歲新馬  | 53   | 小島太 | 3    | 10   | 1        | 1:37.3   | （T.Win）     |
| 21/2/1987  | 日本     | 東京 | 草1800 |      | 寒梅賞   | 55   | 小島太 | 10   | 15   | 5        | 1:50.4   | Material      |
| 8/3/1987   | 日本     | 中山 | 草2000 | GII  | 彌生賞   | 55   | 東信二 | 1    | 11   | 1        | 2:02.1   | （Byuko）     |
| 19/4/1987  | 日本     | 中山 | 草2000 | GI   | 皋月賞   | 57   | 東信二 | 6    | 20   | 1        | 2:01.9   | （黃金城）    |
| 8/11/1987  | 日本     | 京都 | 草3000 | GI   | 菊花賞   | 57   | 東信二 | 9    | 18   | 1        | 3:08.0   | （黄金城）    |
| 27/12/1987 | 日本     | 中山 | 草2500 | GI   | 有馬紀念 | 55   | 東信二 | 5    | 16   | 比賽中止 | 比賽中止 | Mejiro Durren |

a 如1996年春季天皇賞櫻花桂冠衝時杉本清亦同樣以櫻花盛開作爲描述

## 血統簡介
父系Sakura Shori爲日本賽駒，生涯戰績優秀，曾於1978年勝出東京優駿。祖父巴索隆爲愛爾蘭生產的英國賽駒，雖然生涯戰績不佳，但配種戰績極爲優秀，後被象徵牧場引入至日本進行配種，成爲日本拜耶爾土耳其系馬匹的先祖。
母系Sakura Smile爲日本賽駒，生涯戰績不俗，成功突破條件戰級別。外祖父Intermezzo爲英國賽駒，生涯戰績不佳，但配種成績良好，曾產出1979年有馬紀念冠軍、被稱爲「綠色刺客」的Green Grass。

### 血統表
| 父線：巴索隆系（Tourbillon系）                      |                           |               |                |
| 種馬 Sakura Shori                                   | 巴索隆 1960年（棗色）     | Milesian      | My Babu        |
| 種馬 Sakura Shori                                   | 巴索隆 1960年（棗色）     | Milesian      | Oatflake       |
| 種馬 Sakura Shori                                   | 巴索隆 1960年（棗色）     | Paleo         | Pharis         |
| 種馬 Sakura Shori                                   | 巴索隆 1960年（棗色）     | Paleo         | Calonice       |
| 種馬 Sakura Shori                                   | Shirinella 1968年（灰色） | Fortino       | Grey Sovereign |
| 種馬 Sakura Shori                                   | Shirinella 1968年（灰色） | Fortino       | Ranavalo       |
| 種馬 Sakura Shori                                   | Shirinella 1968年（灰色） | Shirini       | Tehran         |
| 種馬 Sakura Shori                                   | Shirinella 1968年（灰色） | Shirini       | Confection     |
| 繁殖雌馬 Sakura Smile 1978年（棗色）                | Intermezzo 1966年（棗色） | Hornbeam      | Hyperion       |
| 繁殖雌馬 Sakura Smile 1978年（棗色）                | Intermezzo 1966年（棗色） | Hornbeam      | Thicket        |
| 繁殖雌馬 Sakura Smile 1978年（棗色）                | Intermezzo 1966年（棗色） | Plaza         | Persian Gulf   |
| 繁殖雌馬 Sakura Smile 1978年（棗色）                | Intermezzo 1966年（棗色） | Plaza         | Wild Success   |
| 繁殖雌馬 Sakura Smile 1978年（棗色）                | Angelica 1970年（棗色）   | Never Beat    | Never Say Die  |
| 繁殖雌馬 Sakura Smile 1978年（棗色）                | Angelica 1970年（棗色）   | Never Beat    | Bride Elect    |
| 繁殖雌馬 Sakura Smile 1978年（棗色）                | Angelica 1970年（棗色）   | Star Highness | Your Highness  |
| 繁殖雌馬 Sakura Smile 1978年（棗色）                | Angelica 1970年（棗色）   | Star Highness | Star Roch      |
| 雌系：號族：11-c                                    |                           |               |                |
| 五代內近親交配：Nasrullah 5×5×5、Avena + Choclo 5×5 |                           |               |                |

## 命名由來
名字中，Sakura（サクラ）是馬主Sakura Commerce Co. Ltd.的冠名，出自其公司名字，意思即是「櫻花」，Star（スター）就是「星星」的意思，而O（オー）亦是馬主冠名的一部分，於日語中意思是「王」。

## 外部連結
- 櫻花星王 netkeiba.com （页面存档备份，存于）
- 血統表